# 夫婦善哉 (2013年のテレビドラマ)
『夫婦善哉』（めをとぜんざい）は、NHK大阪放送局制作によりNHK総合「土曜ドラマ」（毎週土曜日21:00 - 21:58、JST）で2013年8月24日から9月14日まで放送された日本のテレビドラマ。全4回。織田作之助生誕100年を機に、織田の同名小説を新たに発見された続編を含む新解釈で初めて連続テレビドラマ化。華やかなりし大正から昭和の大阪を舞台に、老舗化粧品問屋の道楽ぼんち・柳吉と北新地の人気芸妓・蝶子が出会い、紆余曲折を経て「ほんまもんの夫婦」になっていく姿を笑いと涙で描く。藤本有紀作。主人公夫婦は森山未來と尾野真千子が演じる。
NHK大阪放送局放送開始60周年記念ドラマ。第68回文化庁芸術祭参加作品。ギャラクシー賞 2013年9月度月間賞・第51回奨励賞受賞作品。

## 企画・制作
原作はかつて映画化や単発でテレビドラマ化はされたが、連続ドラマ化されるのは今回が初めてで、2007年に発見された未映像化の続編『続夫婦善哉』を含めた新解釈を盛り込み、連続テレビ小説『ちりとてちん』・大河ドラマ『平清盛』などの執筆で知られる藤本有紀の脚本により制作される。
撮影は2013年4月中旬から6月下旬にかけ、NHK大阪放送局と関西近郊をロケ地として行われた。

## 登場人物
最近のドラマ・時代劇では珍しく出演者のクレジットに際して「出演」ではなく「配役」と表示していた。
柳・蝶・種・藤・梅・桐・松・鶴・菊など花札に関連する文字を使った名前が多いが、その中には原作にはいない人物や、名前をつけられた登場人物もいる。
維康柳吉（これやす りゅうきち）
演 - 森山未來
本作の主人公。老舗化粧品問屋・維康商店の若旦那だが、放蕩の日々を送っている。
蝶子（ちょうこ）
演 - 尾野真千子
本作のもう一人の主人公。北新地の人気芸妓。貧乏が嫌いで陽気な性格。

### 蝶子ゆかりの人物
種吉（たねきち）
演 - 火野正平
天ぷら屋を営む蝶子の父。
お辰（おたつ）
演 - 根岸季衣
蝶子の母。
信一（しんいち）
演 - 久野雅弘
蝶子の弟。
小河童（こがっぱ）
演 - 青木崇高
蝶子の幼馴染。材木屋の跡取り。
河童（かっぱ）
演 - 団時朗
「梅の屋」女将（うめのや おかみ）
演 - 山村紅葉
金八（きんぱち）
演 - 佐藤江梨子
蝶子の同僚。

### 柳吉ゆかりの人物
維康半兵衛（これやす はんべえ）
演 - 岸部一徳
柳吉の父。
維康藤子（これやす ふじこ）
演 - 田畑智子
柳吉の妹。
桐介（とうすけ）
演 - 大東駿介
柳吉の妹・藤子の婿養子。
文子（あやこ）
演 - 青山美郷
柳吉の娘。
松川（まつかわ）
演 - 茂山逸平
柳吉の問屋仲間。
鶴田（つるた）
演 - 桂吉弥
柳吉の問屋仲間。
番頭（ばんとう）
演 - 平田満
維康商店の番頭。放蕩三昧のぼん柳吉を蔑んでいる。

### 蝶子・柳吉を見守る人物
草楽（そうらく）
演 - 草刈正雄
売れない噺家。柳吉と蝶子に2階を間借りさせている。
おきん
演 - 麻生祐未
蝶子の元先輩芸妓で現在はヤトナ斡旋業をしている。
らっきょ
演 - バッファロー吾郎A（第2話〜）
菊代（きくよ）
演 - 村川絵梨（第3話）
「玉初」女将（たまはつ おかみ）
演 - 松田美由紀（最終話）
「ダンスホール」支配人
演 - 中原丈雄
八卦見（はっけみ）
演 - オール巨人（第3話･最終話）
法善寺横丁の八卦見。

### その他の人物
千代太郎
演 - 若井みどり
矢橋屋
演 - オール阪神（第1話）

## スタッフ
- 原作 - 織田作之助『夫婦善哉完全版』 雄松堂書店刊
- 作 - 藤本有紀
- 音楽 - 金子隆博
- 語り（お多福） - 富司純子
- VFX - キルアフィルム（稲角拓司）
- 制作統括 - 櫻井賢
- 演出 - 安達もじり、藤並英樹
- 制作協力 - 東映太秦映画村
- 制作・著作 - NHK大阪放送局

## 放送日程
都々逸をもじったサブタイトルになっている
| 放送回 | 放送日  | サブタイトル                                            | 演出       | 由来・元ネタ                                                |
| ------ | ------- | ------------------------------------------------------- | ---------- | ----------------------------------------------------------- |
| 第一話 | 8月24日 | 芸妓とぼんちが出会うて惚れて ああしてこうしてこうなった | 安達もじり | こうしてこうすりゃこうなるものと 知りつつこうしてこうなった |
| 第二話 | 8月31日 | 親の愛でも手切れ金でも 切れぬ心が仇となる               | 安達もじり | お医者様でも草津の湯でも 惚れた病は治りゃせぬ               |
| 第三話 | 9月07日 | 死んでも治らんあほな女が 死んでも遂げたいあほな夢       | 藤並英樹   |                                                             |
| 最終話 | 9月14日 | めをとぜんざいひとりでふたつ あほは二人で一人前         | 安達もじり |                                                             |

平成25年度（第68回）芸術祭参加作品として、NHK BSプレミアムにて2013年11月17日および11月24日に2話連続放送にて再放送された。

## 関連番組
- 『オダサクさん、こんにちは 〜生誕100年 作家・織田作之助と『夫婦善哉』〜』
  - 関西地域向け - 2013年8月24日20:00-20:45
  - 全国放送 - 2013年8月31日15:05-15:50
  - 織田作之助の作品の大ファンであるというタレントの佐藤江梨子がナビゲーターを務める紀行もの。織田の作品や蔵書を読んだり、「夫婦善哉」の作品に登場する料理を食べ歩き、更には織田に影響を受けた町田康、西加奈子へのインタビューを通して、織田文学の魅力をたどる。